# Požeška gora
Požeška gora (618 m) – góra w Chorwacji, na obszarze Slawonii.

## Opis
Jest położona na południowym zachodzie Slawonii, na brzegu Kotliny Pożeskiej. Jej najwyższe wierzchołki to Kapovac (618 m n.p.m.) i Maksimov hrast (615 m n.p.m.). Rozciąga się na długości 25 km, pomiędzy rzekami Rešetarica (zachód), Orljavica (północny zachód), Orljava (północ i wschód) oraz regionem Posawia (południe). Najbliższe miasta to Požega i Pleternica.
Północne zbocza są strome, a południowe wypłaszczone. Jest zbudowana z margli, piaskowców, wapieni, zlepieńców oraz andezytów, diabazów i gnejsów. Znajdują się w niej złoża węgla brunatnego. Porośnięta jest lasem dębowo-bukowym.